# Чемпионат Ботсваны по футболу
Премьер-лига Ботсваны (англ. Botswana Premier League) — клубное соревнование по футболу, проводимое в Ботсване. В первенстве принимают участие 16 клубов. Соревнование проходит в два круга по системе осень-весна. Победитель чемпионата получает право представлять свою страну в Лиге чемпионов КАФ.

## Чемпионы*
| Клуб                    | Побед | Победные сезоны                                                                          |
| ----------------------- | ----- | ---------------------------------------------------------------------------------------- |
| Тауншип Роллерз         | 15    | 1979, 1980, 1982, 1983, 1984, 1985, 1987, 1995, 2005, 2010, 2011, 2014, 2017, 2018, 2019 |
| Ботсвана Дифенс Форс XI | 7     | 1981, 1988, 1989, 1991, 1997, 2002, 2004                                                 |
| Габороне Юнайтед        | 7     | 1967, 1969, 1970, 1986, 1990, 2009, 2022                                                 |
| Мочуди Сентр Чифс       | 5     | 2008, 2012, 2013, 2015, 2016                                                             |
| Могодитшейн Файтерс     | 4     | 1999, 2000, 2001, 2003                                                                   |
| Экстеншн Ганнерс        | 3     | 1992, 1993, 1994                                                                         |
| Нотуэйн Габороне        | 3     | 1978, 1996, 1998                                                                         |
| Джваненг Гэлакси        | 1     | 2020                                                                                     |
| Полис XI                | 1     | 2006                                                                                     |
| ЭККО Сити Грин          | 1     | 2007                                                                                     |

* Чемпионат 1966 года, а также турниры 1971-1977 годов либо не проводились, либо не были зафиксированы.